# Irreligiosità in Germania

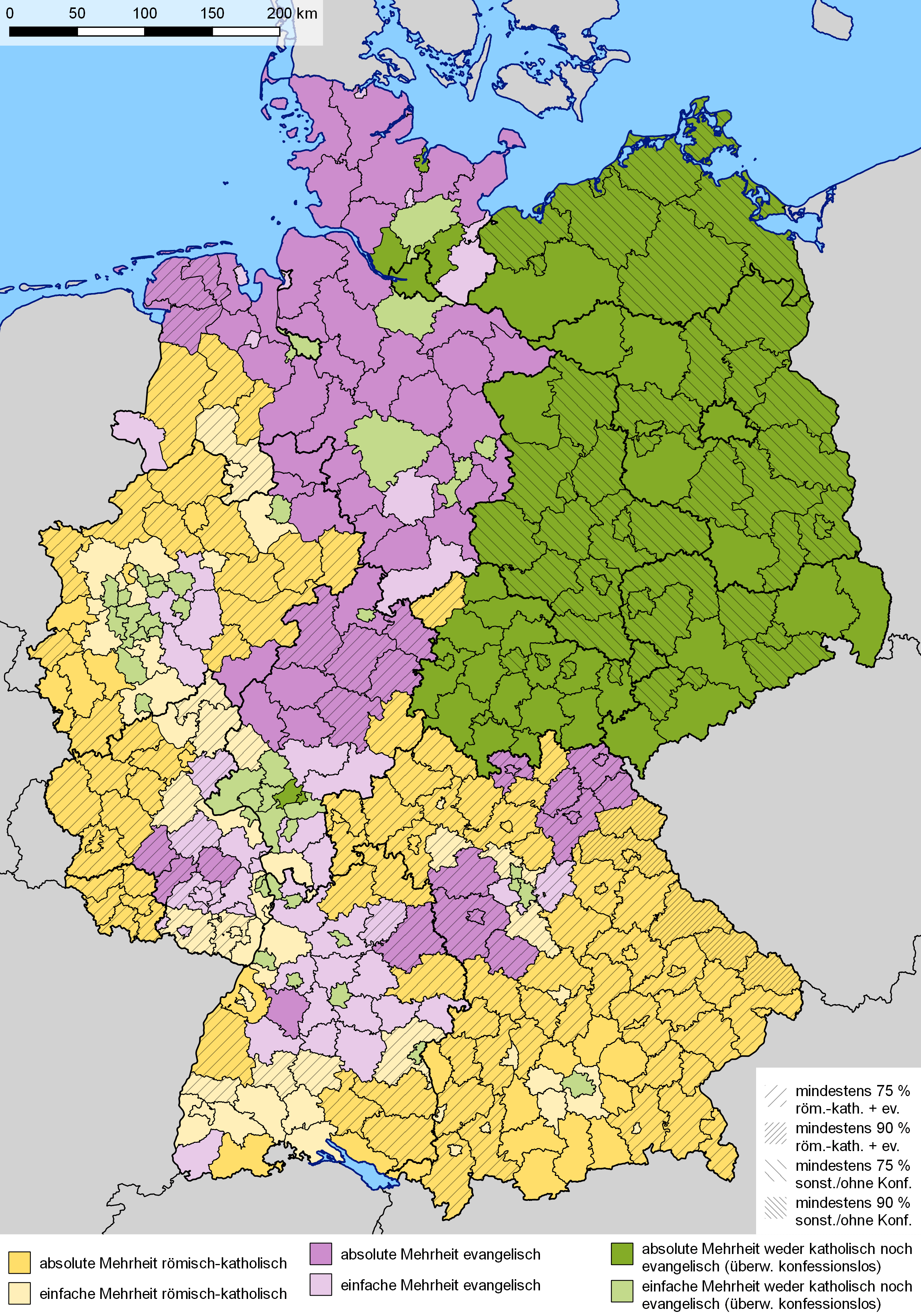
Presenza religiosa in Germania secondo il censimento condotto nel 2011. Viola: protestanti; Giallo: cattolici; Verde: atei e non-religiosi.

L'irreligiosità è prevalente in Germania. A partire dal 2009 i tedeschi non credenti sono in numero maggiore nell'ex Germania orientale (DDR) piuttosto che nelle regioni della Germania Ovest. Se sommati, questi numeri fanno della Germania uno dei paesi meno religiosi nel mondo.
La Germania orientale è di gran lunga la regione meno religiosa nel mondo. L'ateismo è abbracciato sia dagli adulti che dai giovani, anche se nella stragrande maggioranza dai tedeschi più giovani. Una ricerca condotta a Settembre del 2012 non è riuscita a trovare una sola persona sotto i 28 anni che fosse certa che Deità esiste. La spiegazione comune di questo dato viene dalle agguerrite politiche dell'ateismo di stato svolte dal Partito Socialista Unificato di Germania (SED) durante l'epoca della guerra fredda; tuttavia, l'applicazione ferrea dell'ateismo è esistita solo nei primi anni di vita dell'ex DDR, dopo di che lo stato a regime comunista ha consentito alle chiese di avere e mantenere un livello relativamente elevato di autonomia. A livello religioso, come negli altri stati socialisti, non veniva professato per legge l'ateismo di stato ma solo uno stato fortemente laico e aconfessionale; pur non essendoci una politica antireligiosa ufficiale, vi fu in certi periodi una certa attenzione e diffusione dell'ateismo da parte di istituzioni culturali pubbliche. Il protestantesimo non venne mai particolarmente ostacolato e il cristianesimo venne dichiarato compatibile con l'edificazione del socialismo, mentre ci furono frizioni tra il governo della DDR e la chiesa cattolica. Il governo comunista ricostruì molti edifici di culto distrutti durante la seconda guerra mondiale, come il Duomo di Berlino, di confessione luterana.
Tra il 46% e il 59% dei cittadini tedeschi del territorio della DDR (sia vissuti sotto la DDR sia i loro figli) si dichiarano atei e il 72% si dichiarano irreligiosi. Secondo molti studi e censimenti la ex Germania Est è di gran lunga la macroregione più atea nel mondo.
Inoltre, gli stessi alti numeri di atei non esistono negli altri paesi europei che hanno avuto una storia di comunismo di stato. Un'altra spiegazione potrebbe essere data dai movimenti laici presenti durante la Repubblica di Weimar, che erano più forti proprio negli stati orientali di Turingia e Sassonia, e nella maggiore diffusione dell'ateismo intellettuale (Marx, Engels, Feuerbach, Stirner, Schopenhauer, Nietzsche) presente in Germania fino dal XIX secolo e diffusosi poi nella cultura tramite l'istruzione di massa.
Il cristianesimo ha ancora una notevole presenza nel resto della Germania, anche se vi è una maggioranza non-religiosa ad Amburgo e Brema.